# Konstantin Miklasjevskij

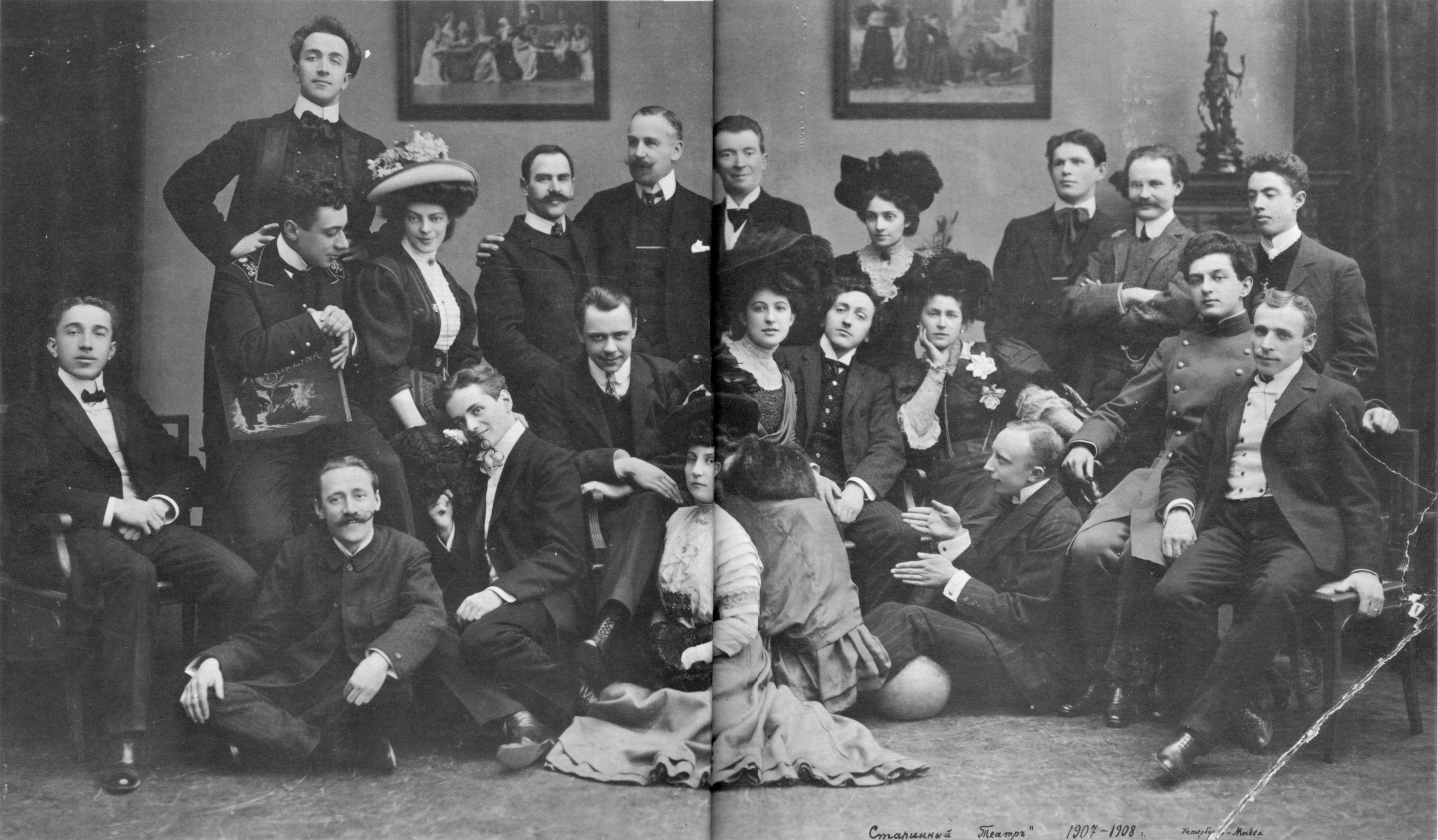
Starinnijteatern 1907. Konstantin Miklasjevskij sitter tredje från höger.

Konstantin Michajlovitj Miklasjevskij (ryska: Константин Михаилович Миклашéвский), född 20 maj 1885 i KIev, Ukraina, Kejsardömet Ryssland, död 16 december 1943 i Paris, var en rysk skådespelare och regissör samt teaterhistoriker. Han var en av grundarna till "Starinnij teatr" [Gammeldags teater] och det litteraturmusikaliska kafeet "Brodjátjaja sobáka" [Den kringströvande hunden].

## Biografi
Miklasjevskij kom från en mycket gammal adelssläkt. Han var son till statsrådet Michail Il'itj Miklasjevskij och Ol'ga Nikolaevna Troitskaja (1852—1919). Hans bröder var: Vadím, tjänsteman vid det kejserliga hovets kansliministerium, och Il'ja, officer vid det kejserliga kavalleriet.
Efter att ha avslutat studierna 1904 vid Aleksandrovskijs lyceum blev han anställd som tjänsteman vid statskansliet.
1907 inträdde han i den nyligen bildade teatergruppen "Starinnyj teatr". 1911 avlade han examen vid den kejserliga dramatiska scenskolan varefter han besökte Spanien, Italien, Frankrike och en rad andra europeiska länder. Han publicerade åtskilliga artiklar om teaterhistoria och fick ett hedersomnämnande av Den ryska vetenskapsakademien för sin skrift «La commedia dell'arte, ili Teatr italianskich komediantov XVI, XVII i XVIII stoletij» (Sankt Petersburg, 1914) . Han var en av initiativtagarna de litteraturmusikaliska kabareerna "Brodjatjaja sobaka" och "Prival komediantov" [Komedianternas rastställe].
Efter att ha deltagit i det första världskriget återvände han till Petrograd 1916 och framträdde i Musikdramatiska teaterns trupp, där han satte upp en rad föreställningar. Vid tiden för ryska inbördeskriget ledde han Kammarteatern i Odessa och höll föreläsningar i teaterhistoria (1919).
1920 var han med och grundade konstnärskollektivet "Fabrika eksentrizma" [Excentricitetsfabriken] i Petrograd. Han höll i kurser för filmregissörer vid "Kino-Sever"-ateljén och vid Institutet för filmkonst. 1920—1925 var han professor på avdelningen för teaterhistoria vid det Ryska konsthistoriska institutet. 1925 emigrerade han till Frankrike.
Vid den ryska teatern i Paris spelade han i Aleksandr Kosorotovs pjäs "Metjta ljubvi" [Kärleksdröm] . Han var medlem av styrelsen för "Den ryska cirkeln" i Bordeaux. Han deltog som teknisk personal vid filminspelningar i Tyskland och Frankrike och samarbetade med filmegissören Aleksandr Volkov, vars medhjälpare han var vid filmandet av "Belyj d'javol" [Den vita djävulen]. Han publicerade sig i emigrantpressen under pseudonymerna K.M. Miklajev, Petrusjka och Constant Mic. Han förestod en antikaffär vid Rue Saint-Honoré i Paris. Han deltog även i den Ryska öppna teaterns arbete i Jugoslavien.
1943 spelade han med i Nikolaj Jevreinovs pjäs "Samoje glavnoje" [Det allra viktigaste], som sattes upp vid den Ryska dramatiska teatern i Paris.
Han fick ett tragiskt slut då han avled av en kolmonoxidförgiftning i sömnen.
Hans fru var Ljudmila Pavlovna Eisengardt (1899—1976), i ett andra äktenskap gift med historikern Isaak Moisejevitj Trotskij. För närmare detaljer - se  Ljudmila Pavlovna Eisengardt (Miklasjevskajas) memoarer "Povtorenie projdennogo".

## Källhänvisningar
- Российское зарубежье во Франции 1919—2000. Л. Мнухин, М. Авриль, В. Лосская. Москва, 2008.
- Незабытые могилы. Российское зарубежье: некрологи 1917—1997 в 6 томах. Том 4. Л — М. Mall:М.: «Пашков дом», 1999. — С. 535.
- Краткая биография и работы К. М. Миклашевского
- Людмила Миклашевская. Повторение пройденного. "Журнал "Звезда"", Санкт-Петербург, 2012